# Teča

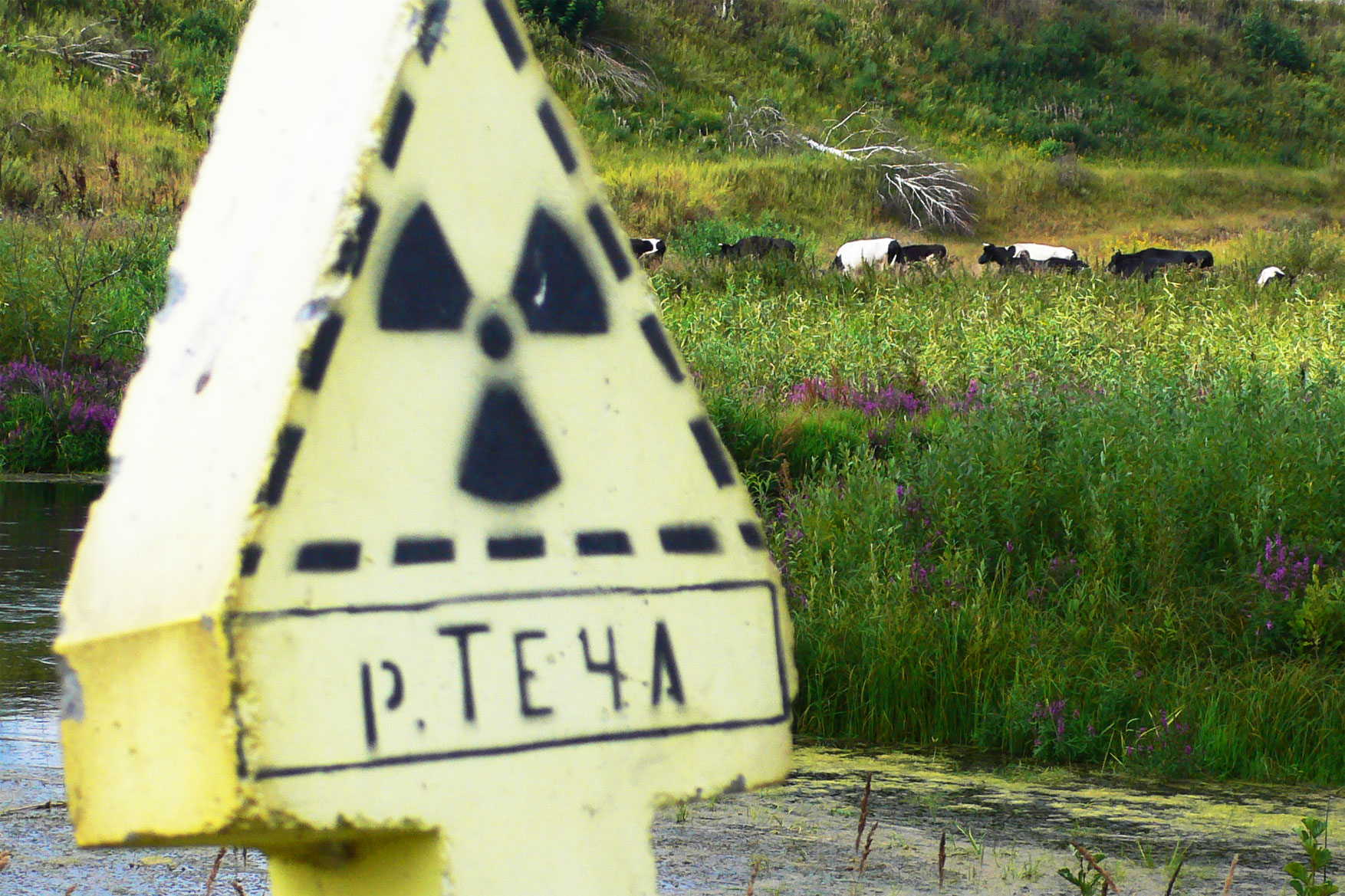

La Teča (in russo Теча?) è un fiume della Russia, affluente di destra del fiume Iset'. Scorre nell'oblast' di Čeljabinsk e nell'oblast' di Kurgan. Appartiene al bacino dell'Irtyš (sottobacino del Tobol). Nel XX secolo è stata soggetta a un'intensa contaminazione radioattiva.
L'origine del fiume è il sistema di laghi di tipo montano Kasli-Irtjaš. Inizialmente, il fiume iniziava dal lago Irtyaš (anche serbatoio «B-1»), quindi scorreva attraverso il lago Kyzyltaš (ora serbatoio «B-2»). Con l'inizio della costruzione della «Majak», il corso superiore del fiume ha subito significativi cambiamenti idrografici antropici. È stata costruita una rete di serbatoi aperti: strutture di stoccaggio per rifiuti radioattivi liquidi, la cosiddetta "cascata di serbatoi Teča".
Nonostante la diminuzione dello scarico di rifiuti radioattivi direttamente nel fiume nel 1951, la concentrazione di radionuclidi in esso ha continuato a rimanere a un livello elevato. Il villaggio di Metlino è stato parzialmente reinsediato e ne è stato successivamente completato il trasferimento dei residenti. È ufficialmente vietato l'uso dell'acqua e della pesca nei fiumi Teča e Iset' (sotto la foce del Teča).
Il fiume sfocia nell'Iset' a 353 km dalla foce. Ha una lunghezza di 243 km e il suo bacino è di 7 600 km². Ha una portata di 6,66 m³/s a 27 km dalla foce.